# Daniil Fominykh
Daniil Sergejevitsj Fominykh (Kazachs: Даниил Сергеевич Фоминых) (Petropavl, 28 augustus 1991) is een Kazachs wielrenner die als beroepsrenner uit kwam voor Astana Pro Team. 
Fominykh begon zijn wielercarrière bij Continental Team Astana. In het jaar 2014 kreeg hij de kans om over te stappen naar het professionele Astana Pro Team. Fominykh staat bekend als een tijdrijder. Hij reed onder meer al drie keer de Ronde van de Toekomst, was zowel in de wegrit als in de tijdrijden te vinden op de wereldkampioenschappen wielrennen 2013 bij de beloften. In die tijdrit reed Fominykh naar een negende plaats. In 2013 reed hij ook goede plaatsen bijeen in de Kazachse kampioenschappen voor elite in weg- en tijdrit, waar hij respectievelijk vijfde en derde wed.
In 2018 werd hij voor de tweede maal Kazachs kampioen tijdrijden.

## Overwinningen
2013
 Aziatisch kampioen tijdrijden, Beloften
2014
 Kazachs kampioen tijdrijden, Elite
2016
2e etappe Ronde van Burgos (ploegentijdrit)
2017
 Aziatisch kampioen ploegentijdrijden, Elite
2018
 Kazachs kampioen tijdrijden, Elite
2019
 Aziatisch kampioen tijdrijden, Elite
2021
 Kazachs kampioen tijdrijden, Elite

## Resultaten in voornaamste wedstrijden
| Jaar | Ronde van Italië | Ronde van Frankrijk | Ronde van Spanje |
| ---- | ---------------- | ------------------- | ---------------- |
| 2014 |                  |                     | opgave           |
| 2015 |                  |                     |                  |
| 2016 |                  |                     |                  |
| 2017 |                  |                     |                  |
| 2018 |                  |                     |                  |
| 2019 |                  |                     |                  |
| 2020 |                  |                     |                  |
| 2021 |                  |                     |                  |

| Jaar | Gent-Wevelgem | Ronde van Vlaanderen | Parijs-Roubaix | Parijs-Tours |  | WK op de weg |  | Wereldranglijsten |
| ---- | ------------- | -------------------- | -------------- | ------------ |  | ------------ |  | ----------------- |
| 2014 |               | opgave               | 135e           |              |  | opgave       |  |                   |
| 2015 |               |                      | buit.tijd      |              |  |              |  |                   |
| 2016 |               |                      |                | 126e         |  |              |  |                   |
| 2017 |               |                      |                |              |  |              |  | 408e (UWT)        |
| 2018 |               |                      |                |              |  | opgave       |  |                   |
| 2019 |               | 94e                  | opgave         |              |  |              |  |                   |
| 2020 | opgave        | opgave               |                |              |  | opgave       |  |                   |
| 2021 |               |                      |                |              |  | opgave       |  |                   |

## Ploegen
- 2012 –  Continental Team Astana
- 2013 –  Continental Team Astana
- 2014 –  Astana Pro Team
- 2015 –  Astana Pro Team
- 2016 –  Astana Pro Team
- 2017 –  Astana Pro Team
- 2018 –  Astana Pro Team
- 2019 –  Astana Pro Team
- 2020 –  Astana Pro Team
- 2021 –  Almaty Cycling Team

Agnoli · Aru · Božič · Brajkovič · Dyaçenko · Fominykh · Fuglsang · Gasparotto · Gavazzi · Groezdev · Guardini · Guarnieri · Hryvko · Huffman · V.Iglinski · M.Iglinski · Kamışev · Kangert · Kessiakoff · Landa · Loetsenko · Moeravjov · Nibali · Scarponi · Tiralongo · Tlewbajev · Vanotti · Westra · Zejts · Ayazbajev (stagiair) · Davïdenok (stagiair) · Qojatajev (stagiair)
Agnoli · Aru · Ayazbajev · Boom · Božič · Cataldo · De Vreese · Dyaçenko · Fominykh · Fuglsang · Groezdev · Guardini · Hryvko · Kamışev · Kangert · Landa · Loetsenko · López · Malacarne · Nibali · Qojatajev · Rosa · Sánchez · Scarponi · Taaramäe · Tiralongo · Tlewbajev · Vanotti · Westra · Zejts
Agnoli · Aru · Ayazbajev · Boom · Capecchi · Cataldo · De Vreese · Fominykh · Fuglsang · Groezdev · Guardini · Hryvko · Kamışev · Kangert · Loetsenko · López · Malacarne · Nibali · Ömirzaqov · Qojatajev · Rosa · Sánchez · Scarponi · Smukulis · Tiralongo · Tlewbajev · Vanotti · Westra · Zacharov · Zejts · Bïjigitov (stagiair) · Koelimbetov (stagiair)
Aru · Bilbao · Bïjigitov · Breschel · Cataldo · De Vreese · Fominykh · Fuglsang · Gatto · Groezdev · Hansen · Hryvko · Kamışev · Kangert · Korsæth · Loetsenko · López · Minali · Moser · Qojatajev · Sánchez · Scarponi · Stalnov · Tiralongo · Tlewbajev · Tsjernetski · Valgren · Zacharov · Zejts · Gïdïç (stagiair) · Lauk (stagiair)
Bilbao · Bïjigitov · Cataldo · Cort · De Vreese · Fominykh · Fraile · Fuglsang · Gatto · Gïdïç · Groezdev · Hansen · Hirt · Houle · Hryvko · Kangert · Korsæth · Loetsenko · López · Minali · Moser · Qojatajev · Sánchez · Stalnov · Tlewbajev · Tsjernetski · Valgren · Villella · Zacharov · Zejts
Ballerini · Bilbao · Bïjigitov · Boaro · Bohórquez · Cataldo · Contreras · Cort · De Vreese · Fominykh · Fraile · Fuglsang · Gïdïç · Gregaard · Groezdev · Hirt · Houle · G. Izagirre · J. Izagirre · Kudus · Loetsenko · López · Natarov · Sánchez · Stalnov · Villella · Zacharov · Zejts
Aranburu · Bïjigitov · Boaro · Bohórquez · Contreras · De Vreese · Felline · Fominykh · Fraile · Fuglsang · Gïdïç · Gregaard · Groezdev · Houle · G. Izagirre · J. Izagirre · Kudus · Loetsenko · López · Martinelli · Natarov · Pronskïÿ · Rodríguez · Sánchez · Stalnov · Tejada · Vlasov · Zacharov